# هیتسرتس
هیتسرتس (به هلندی: Hitsertse Kade) یک منطقهٔ مسکونی در هلند است که در کورن‌دیک واقع شده‌است.